# Asesinatos de los escombros de Hamburgo
Los denominados asesinatos de los escombros de Hamburgo son una serie de asesinatos sin resolver ocurridos en el invierno de 1947 en el Hamburgo de la posguerra.

## Hallazgos
En total se encontraron cuatro víctimas:
- 20 de enero de 1947: en una fábrica abandonada de la calle Baustraße (hoy Hinrichsenstraße) fue encontrado, junto a unos niños que jugaban, el cadáver de una mujer joven (de entre 18 y 20 años). Una marca de abrasión de un milímetro de ancho en el cuello de la mujer muerta indicaba que había sido estrangulada con una cuerda.[1]
- 25 de enero de 1947: Hamburgo-Eimsbüttel: En la Lappenbergsallee, a la altura de la casa número 2, yacía el cuerpo de un hombre desnudo de entre 65 y 70 años. Los  expertos forenses estimaron la hora de la muerte entre 23 y 25 horas antes del hallazgo. El hombre muerto fue encontrado por recolectores de chatarra en una propiedad en ruinas.
- 1 de febrero de 1947: Una niña muerta yacía en el hueco del ascensor de un edificio bombardeado de una antigua fábrica de colchones en Billstraße, cerca del Canal Bille; de seis a ocho años, desnuda, estrangulada.
- 12 de febrero de 1947: El cuarto cadáver de la serie de asesinatos fue encontrado en Anckelmannstraße, en Hamburgo-Hammerbrook; Una mujer, de entre 30 y 35 años, desnuda y también estrangulada.

La identidad de los muertos nunca fue establecida. Todas las víctimas fueron robadas, desnudadas y estranguladas. En un ambiente de miseria y penuria, otra cosa que tenían en común era su condición general bien cuidada. Algunas circunstancias sugirieron que la codicia pudo haber sido el motivo. Los cuerpos fueron descubiertos con un intervalo de unos siete días. La ejecución del delito y las circunstancias del descubrimiento fueron las mismas. Sin embargo, el lugar donde fue encontrado el cuerpo no correspondía a la escena del crimen. En ninguno de los casos se encontraron señales de lucha. Los investigadores pudieron identificar marcas de molienda en los afilados trozos de escombros. El autor nunca fue capturado.

## Trabajo de investigación
La investigación policial estuvo dirigida por el inspector jefe Ingwersen. La policía de Hamburgo advirtió a la población que no dejaran que se les acercaran desconocidos en los refugios para personas sin hogar y en las salas de espera. También se dijo que era peligroso que conductores de automóviles los lleven consigo.
Ninguna de las víctimas fue reportada como desaparecida, ni siquiera la niña, que tendría unos ocho años. Se supone que las personas asesinadas eran viajeros de paso por Hamburgo.
Se ofreció una recompensa de 5.000 reichmarks por información que pudiera conducir al arresto del agresor y mil cigarrillos. Después de un tiempo, la recompensa aumentó a 10.000 reichmarks. La policía aconsejó al público “caminar por el medio de la calle para evitar que les salten desde un sótano ”. El autor fue buscado con 50.000 carteles informativos en las cuatro zonas de ocupación.
Una investigación realizada a las asociaciones profesionales de dentistas y odontólogos sobre las prótesis dentales de una de las víctimas tampoco dio ningún resultado. Se solicitó a las oficinas de registro civil que expidieran certificados de defunción. Una teoría sugirió que el motivo del perpetrador era que era un cazador de herencias que había asesinado a una familia entera para obtener posesión de la herencia. En total se entrevistó a 1.000 personas que no estaban registradas en la policía.  En los puntos de distribución de cartillas de racionamiento se preguntó específicamente por aquellas personas (incluidas las personas desplazadas) que no habían recogido recientemente su tarjeta. Se realizaron registros en las salas de espera de las estaciones de tren, en restaurantes y en los búnkeres que servían de refugio a las personas bombardeadas.
El inspector criminalístico Hans Lühr, jefe de la Inspección de Homicidios y uno de los expertos más reputados en este ámbito, sospechó que el autor del delito debía ser una sola persona. También consideró que las cuatro víctimas eran miembros de una misma familia y al agresor como el “quinto eslabón de la cadena”. 
Una casera testificó que la víctima masculina podría haber sido su inquilino. Esta pista fue engañosa, ya que el hombre desaparecido contactó posteriormente a su casera. 
El caso del asesino de los escombros de Hamburgo mostró ciertos paralelismos con el asesino en serie Rudolf Pleil, quien mató a doce o más personas, predominantemente mujeres, en la zona fronteriza por codicia y motivos sexuales. Pleil fue llevado a la escena del crimen cerca de Berliner Tor, pero declaró de manera creíble que él no era el "asesino" en este caso. Tampoco se pudo establecer una conexión con una serie de asesinatos de taxistas que ocurrieron al mismo tiempo en Hamburgo. Según las estadísticas, entre 1946 y 1964 la policía de Hamburgo resolvió 268 de un total de 320 casos de asesinato. El caso del “asesino de los escombros” no fue uno de ellos. Los expedientes de la investigación están disponibles en los Archivos Estatales de Hamburgo.

## Comunicados de prensa
En St. Georg el lunes por la tarde se encontró el cuerpo desnudo de una joven entre los escombros de un polígono industrial en Baustrabe. Según la Brigada de Homicidios, la mujer debió de ser estrangulada y arrojada a los escombros la noche del lunes. Es una mujer delgada, de pelo rubio medio, bien cuidada, con cabello medio largo, ojos azules y dentadura completa, que se había sometido a una apendicectomía. La policía de Hamburgo solicita que se notifique de inmediato a la comisaría más cercana si una joven del tipo descrito desaparece en algún lugar. Policía de Hamburgo, Hamburgo, 21 de enero de 1947, Asesinato de una joven en St. Georg, ¿Quién conoce a la fallecida?
-Ocurrió en el invierno de 1947, ¿Recuerdas al asesino de los escombros de Hamburgo? ZEIT Online del 28 de mayo de 1965

El inspector jefe Ingwersen comentó lo siguiente sobre el estado de la investigación:

Por todas partes‚ los detectives cachean a los comerciantes del mercado negro, registran casas de trueque y casas de compraventa, y siguen de cerca a los viajeros en las estaciones de tren. Nuestra gente examina cuidadosamente cada oferta de ropa interior, ropa, abrigos de piel y zapatos; sin embargo, ni siquiera sabemos con exactitud qué vestían las víctimas. ¿Podría ser la niña la hija de una de las dos mujeres asesinadas, y el anciano su abuelo, o el padre de las dos mujeres, o uno de ellos...?
-Ocurrió en el invierno de 1947, ¿Recuerdas al asesino de los escombros de Hamburgo? ZEIT Online del 28 de mayo de 1965

## Literatura
El material del caso criminal sin resolver fue utilizado por Cay Rademacher en su novela El asesino de los escombros. Rademacher describe el trabajo de investigación del inspector jefe Frank Stave, a quien se le confió el caso. En 2016 se publicó la novela Trümmerkind de Mechtild Borrmann. Se basa en los asesinatos y contiene una historia ficticia de las víctimas como familia.